# Żurawie Bagna (gmina Brody)
Żurawie Bagna – użytek ekologiczny w województwie lubuskim, w powiecie żarskim, w gminie Brody. Utworzony w 2003. Powierzchnia użytku wynosi 5,27 ha.

## Podstawa prawna
Uchwała Rady Gminy Brody Nr IV/28/03 z dnia 29.01.2003 r. w sprawie wprowadzenia form ochrony przyrody.

## Położenie
Obiekt położony jest 6 km na południowy wschód od miejscowości Brody. W pobliżu znajduje się jezioro Głębokie.
Według regionalizacji fizycznogeograficznej Jerzego Kondrackiego położenie obiektu określa się następująco:
- Megaregion: Pozaalpejska Europa Środkowa
- Prowincja: Niż Środkowoeuropejski
- Podprowincja: Niziny Sasko-Łużyckie
- Makroregion: Obniżenie Dolnołużyckie
- Mezoregion: Kotlina Zasiecka

## Wartość przyrodnicza
Użytek ekologiczny „Żurawie Bagna”, to przykład naturalnej sukcesji ekologicznej. Reprezentuje różnorodne stadia zarastania płytkiego zbiornika wodnego. Wykształciły się tu, w zależności od poziomu wody, różnorodne zbiorowiska roślinne:
- trzęsawisko z zespołem turzycy prosowej Carex paniculata z licznie występującym bobrkiem trójlistkowym Menyanthes trifoliata, skrzypem bagiennym Equisetum fluviatile i paprocią zachylnikiem błotnym Thelypteris palustris. Spotkać można tu również pojedyncze osobniki jaskra wielkiego Ranunculus lingua. Roślina w Polsce umieszczona na Czerwonej liście roślin (Zarzycki K., Szeląg Z. 2006) w grupie gatunków narażonych na wyginięcie (kategoria zagrożenia: V),
- torfowisko przejściowe z rosiczką okrągłolistną Drosera rotundifolia objętą w Polsce ścisłą ochroną gatunkową (kategoria zagrożenia: V), przygiełką białą Rhynchospora albae i pływaczem drobnym Utricularia minor (kategoria zagrożenia: V),
- płat podmokłej łąki ze stanowiskiem storczyka kukułki plamistej Dactylorhiza maculata (kategoria zagrożenia: V), wąkroty zwyczajnej Hydrocotyle vulgaris i kruszczyka błotnego Epipactis palustris (kategoria zagrożenia: V),
- niewielki fragment boru bagiennego z mszarem torfowcowym, bagnem zwyczajnym Rhododendron tomentosum objętym w Polsce ścisłą ochroną gatunkową, wełnianką pochwowatą Eriophorum vaginatum i żurawiną błotną Vaccinium oxycoccos. Rośliny te są narażone na wymarcie (kategoria zagrożenia: V) w Wielkopolsce (Żukowski W. i in. 2001). Bagno zwyczajne i żurawina błotna są jednocześnie przykładem reliktów postglacjalnych we florze Polski,
- ols z bogatym stanowiskiem czermieni błotnej Calla palustris.

Użytek ekologiczny „Żurawie Bagna” i leżące obok niego jezioro Głębokie zostały objęte europejską siecią obszarów chronionych Natura 2000 pod nazwą „Uroczyska Borów Zasieckich” PLH 080060. Zgodnie z dyrektywą siedliskową wyróżnia się tu 4 typy siedlisk Specjalnych Obszarów Ochrony (SOO), a mianowicie:
- 3160 – naturalne, dystroficzne zbiorniki wodne;
- 7140 – torfowiska przejściowe i trzęsawiska;
- 91D0 – bory i lasy bagienne Vaccinio uliginosi-Pinetum;
- 91E0 – łęgi olszowe Alnenion glutinoso-incanae.

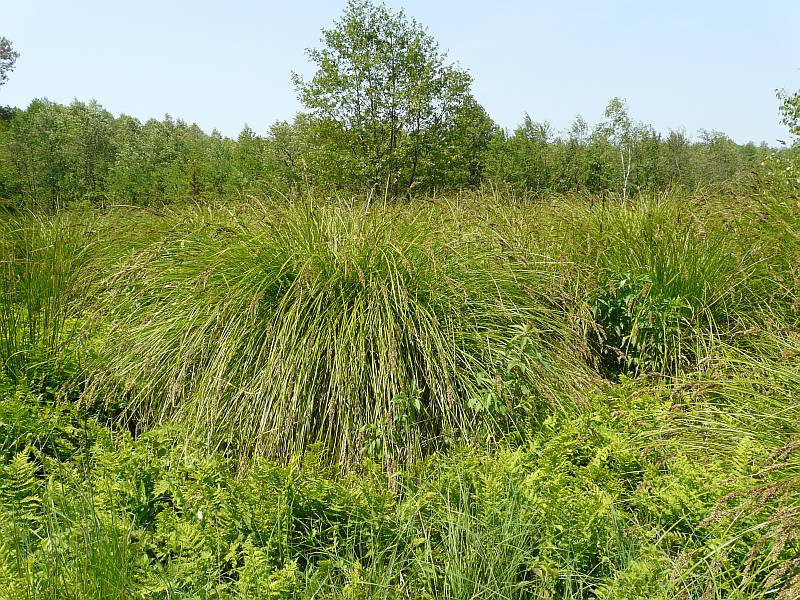
Turzyca prosowa
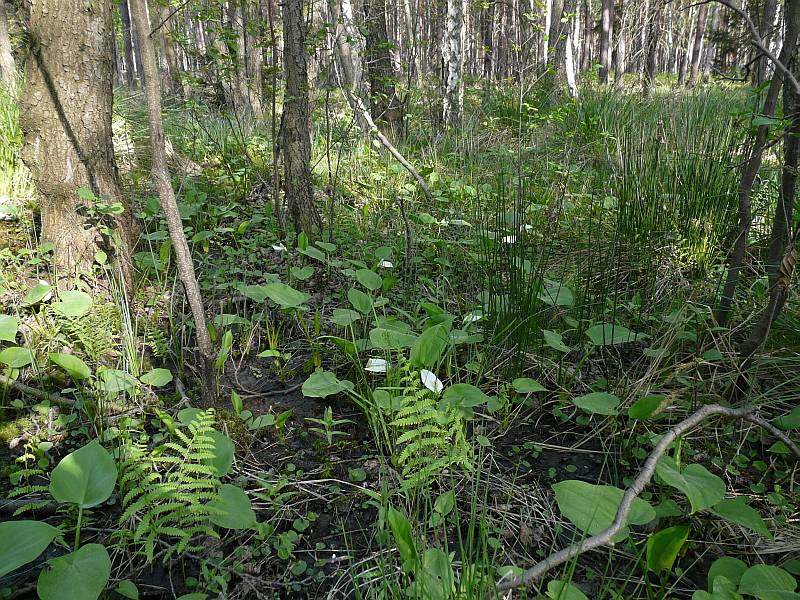
Ols z czermienią błotną
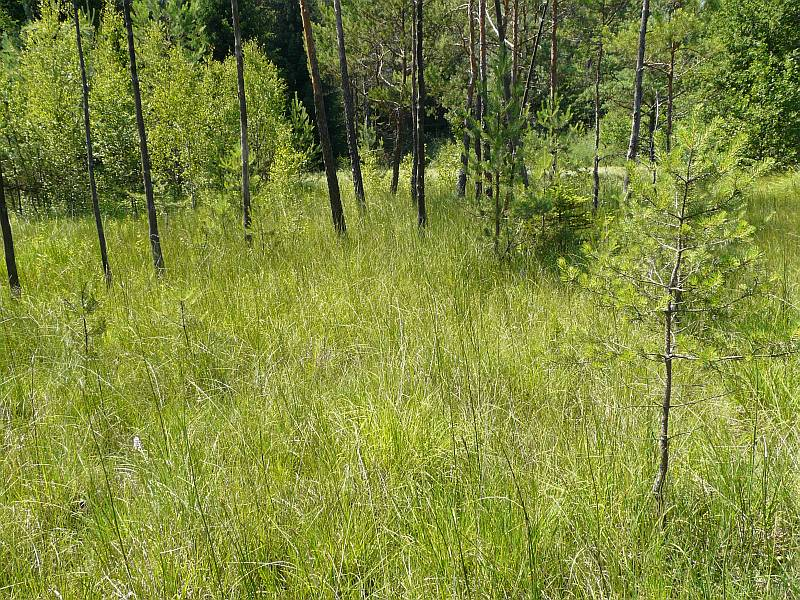
Stanowisko kukułki plamistej